# Chevrolet Monza (Chiny)
Chevrolet Monza – samochód osobowy klasy kompaktowej produkowany pod amerykańską marką Chevrolet od 2019 roku.

## Historia i opis modelu

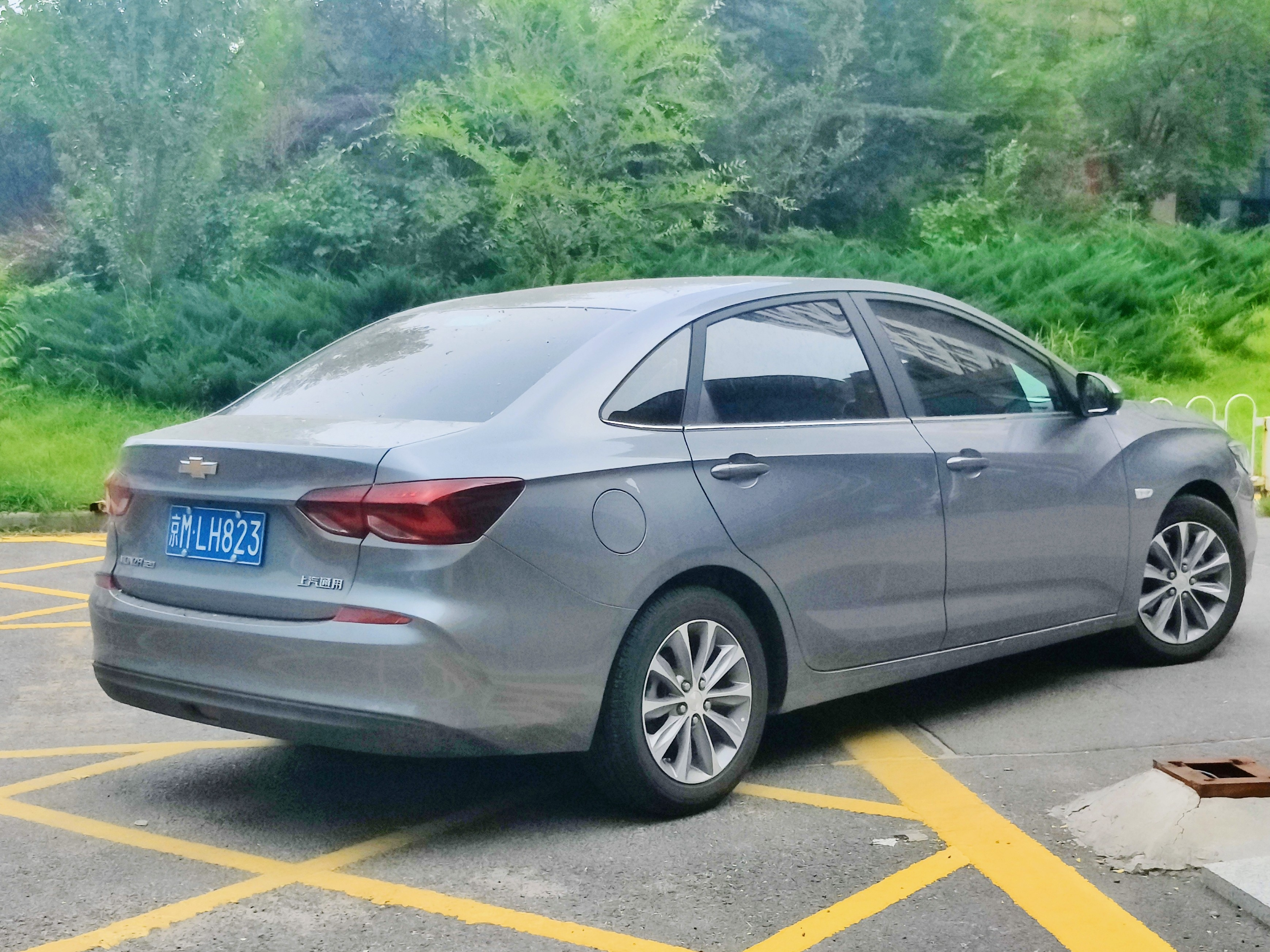
Chevrolet Monza Red Line - tył

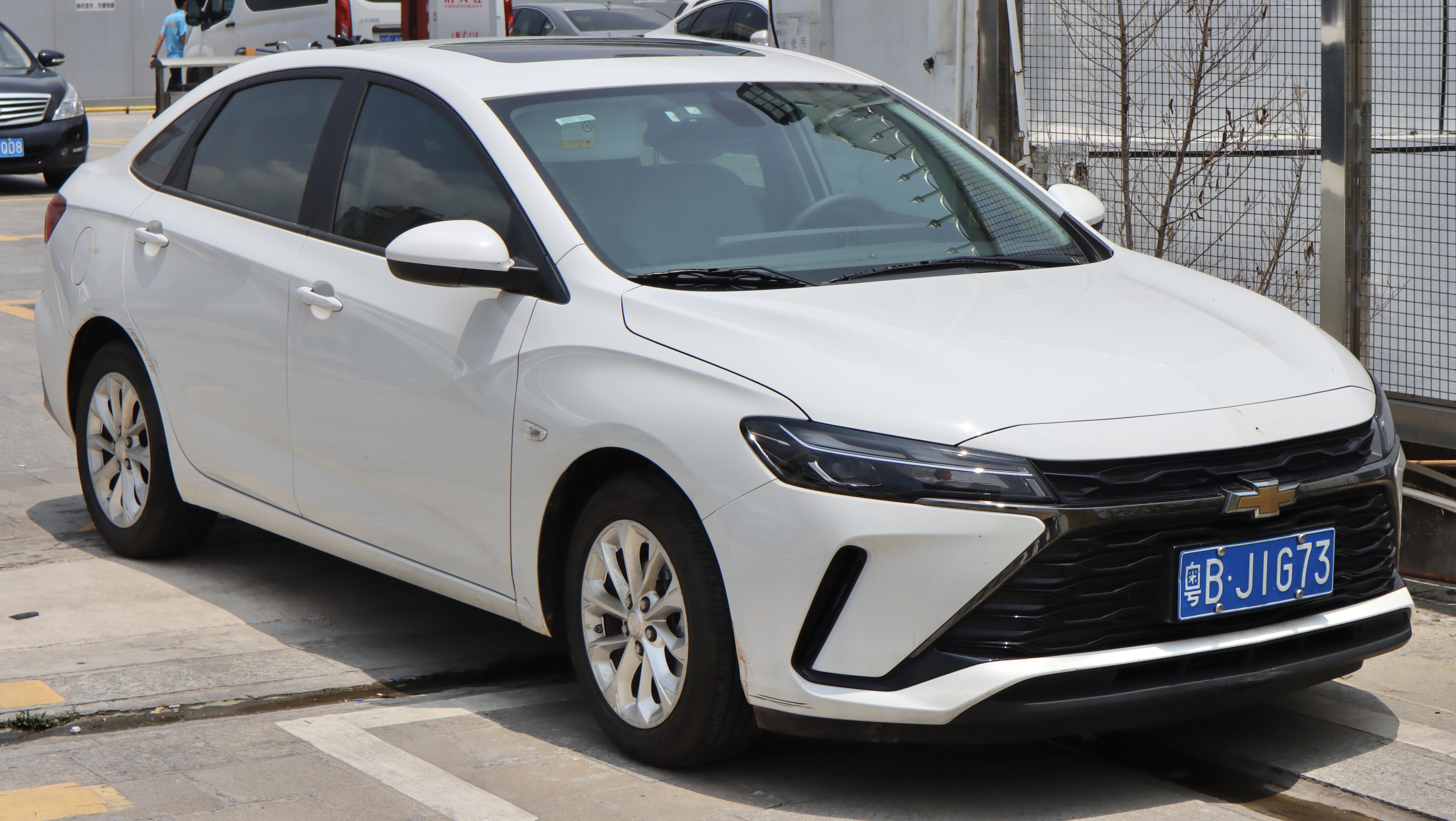
Chevrolet Monza po liftingu

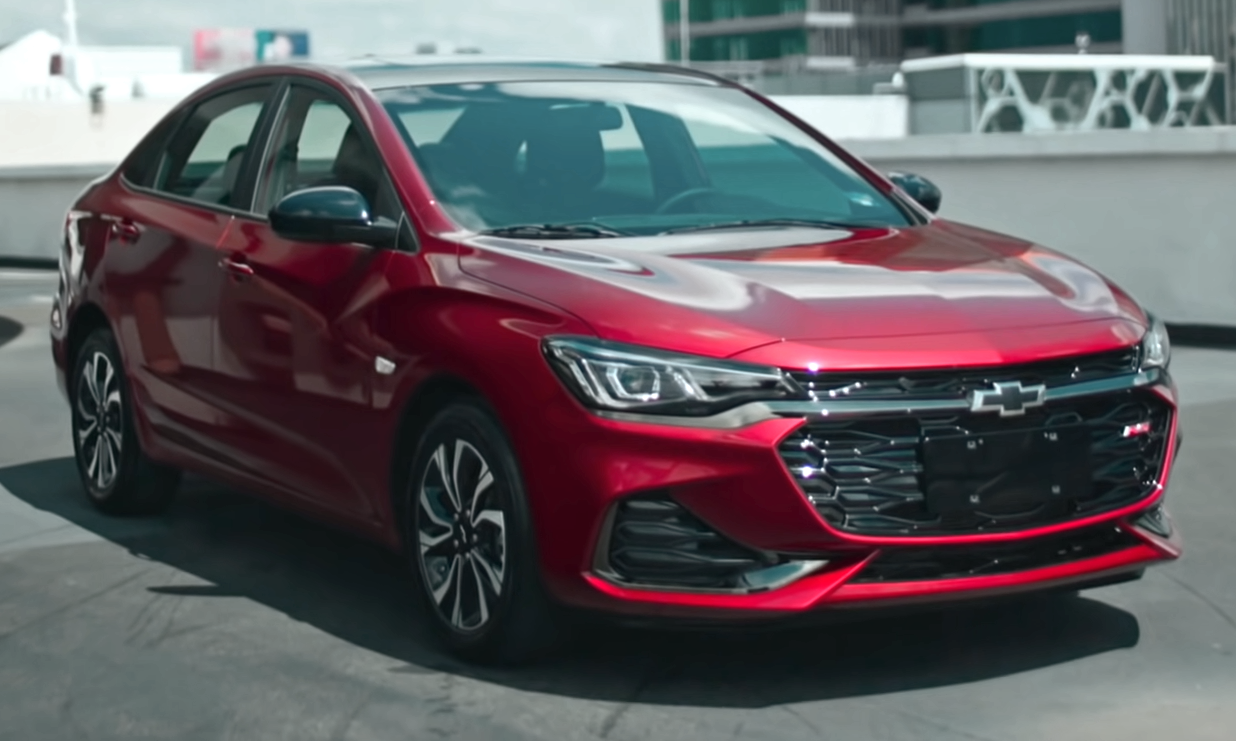
meksykański Chevrolet Cavalier Turbo

Po tym, jak w XX wieku nazwa Monza była stosowana dla niepowiązanych ze sobą kompaktowych modeli na rynkach Ameryki Północnej i Południowej, Chevrolet zdecydował się zastosować ją po raz trzeci z myślą o sedanie opracowanym z myślą o rynku chińskim.
Chevrolet Monza został zaprezentowany oficjalnie podczas Shanghai Auto Show w kwietniu 2019 roku jako następca lokalnego modelu Cavalier, powstając jako jego głęboko zmodernizowana pochodna odmiana. Samochód zyskał dynamiczną stylizację z dużym, sześciokątnym wlotem powietrza, wąskimi szeroko rozstawionymi reflektorami, a także wyraźnie zaznaczone przetłoczenia na bocznej linii. Samochód powstał w oparciu o platformę D2XX koncernu General Motors przeznaczonej dla kompaktowych modeli.
W przeciwieństwie do wyglądu zewnętrznego, projekt kokpitu został w całości zaadaptowany z poprzedzającego modelu Cavalier, zyskując jedynie większy ekran do systemu inforozrywki z systemem MyLink.

### Lifting
We wrześniu 2022 zadebiutowała chińska Monza po obszernej restylizacji. Samochód zyskał ostrzej zarysowane reflektory o węższym kształcie, większą osłonę chłodnicy, a także przeprojektowany przedni oraz tylny zderzak. W kabinie pasażerskiej zastosowano nowy projekt z większym, dotykowym ekranem połączonym z nowym wyświetlaczem cyfrowych zegarów. Ponadto, modernizacja przyniosła także nowy, hybrydowy wariant napędowy.

### Sprzedaż
W ciągu pierwszego roku produkcji Chevrolet Monza pozostał samochodem oferowanym i produkowanym wyłącznie dla rynku chińskiego. W drugiej połowie 2020 roku rozpoczęto z kolei testy także z myślą o rynku Meksyku, gdzie Monza również docelowo przeznaczona została do sprzedaży jako następca modelu Cavalier.  W czerwcu 2021 roku pojazd oficjalnie zadebiutował na rynku meksykańskim pod nazwą Chevrolet Cavalier Turbo jako pierwszym z regionu Ameryki Łacińskiej.

### Silnik
- R3 1.0l Turbo
- R3 1.3l Turbo